# Peter Thomson (pilote)
Pour les articles homonymes, voir Peter Thomson.
Peter Thomson, né le 25 avril 1965, est un pilote de rallyes canadien, de Toronto (Ontario).

## Biographie
Ce pilote débuta la compétition automobile en 1986, dans le cadre des Honda Michelin Race Series.
Il s'esseya aux rallyes déjà en 1989 sur Datsun 510 (compétitions régionales ontariennes), mais débuta sérieusement en 2001, à Charlevoix (championnat national canadien).
Il disputa un rallye du WRC, le Corona Rally México 2006 (avec l'américain Rod Hendricksen, sur  Subaru Impreza WRX STI).
Il est le fils le plus jeune de feu Kenneth Thomson, 2e baron Thomson de Fleet, autrefois richissime homme d'affaires canadien, son frère aîné David ayant repris les rênes de l'entreprise familiale multinationale d'édition professionnelle The Woodbridge Company Ltd., et de Thomson Corp..

## Palmarès

### Titres
- Champion du Canada des rallyes: 2005 (copilote Rod Hendricksen (américain ingénieur aerodynamicien de Denton, New Jersey), sur Mitsubishi Lancer Evo VII du Thomson Motorsport team);
- Champion d'Ontario des rallyes: 2005;
- Champion d'Amérique du Nord des rallyes du Groupe N classe FIA: 2003;
- Champion des rallyes de performance de l'Ontario: 2003.

### Quelques victoires et places d'honneurs notables
- Rallye Silverstone Black Bear US: 2002 (copilote Rod Hendricksen, sur Subaru Impreza WRX);
- 1er du Groupe N au rallye Susquehannock Trail Performance US: 2002;
- Rallye Perce-Neige: 2005 (copilote Rod Hendrickson, sur Mitsubishi Lancer Evo VII);
- Rallye Rocky Mountain: 2005 (copilote  Rod Hendrickson, sur Mitsubishi Lancer Evo VII);
- Rallye de Shannonville: 2010 (copilote Frank Sprongl, sur Mitsubishi Evo VIII);
  - 2e du rallye Cavendish Forest 2007 (copilote F.Sprongl);
  - 3e du rallye Tall Pines 2005.